# بروك ماريون
بروك ماريون (بالإنجليزية: Brock Marion)‏ هو لاعب كرة قدم أمريكية أمريكي، ولد في 11 يونيو 1970 في بيكرسفيلد في الولايات المتحدة.

## وصلات خارجية
- بروك ماريون على موقع مرجع كرة القدم المحترفة.كوم (الإنجليزية)